# Horia (Neamț)
Horia es una comuna ubicada en el distrito de Neamț, Rumania.

## Superficie
Posee una superficie de 40,17 kilómetros cuadrados.

## Demografía
Hasta 2021 la población era de 5750 habitantes, con una densidad de población de 143,1 habitantes por kilómetro cuadrado.